# Sophie Koch (Politikerin)

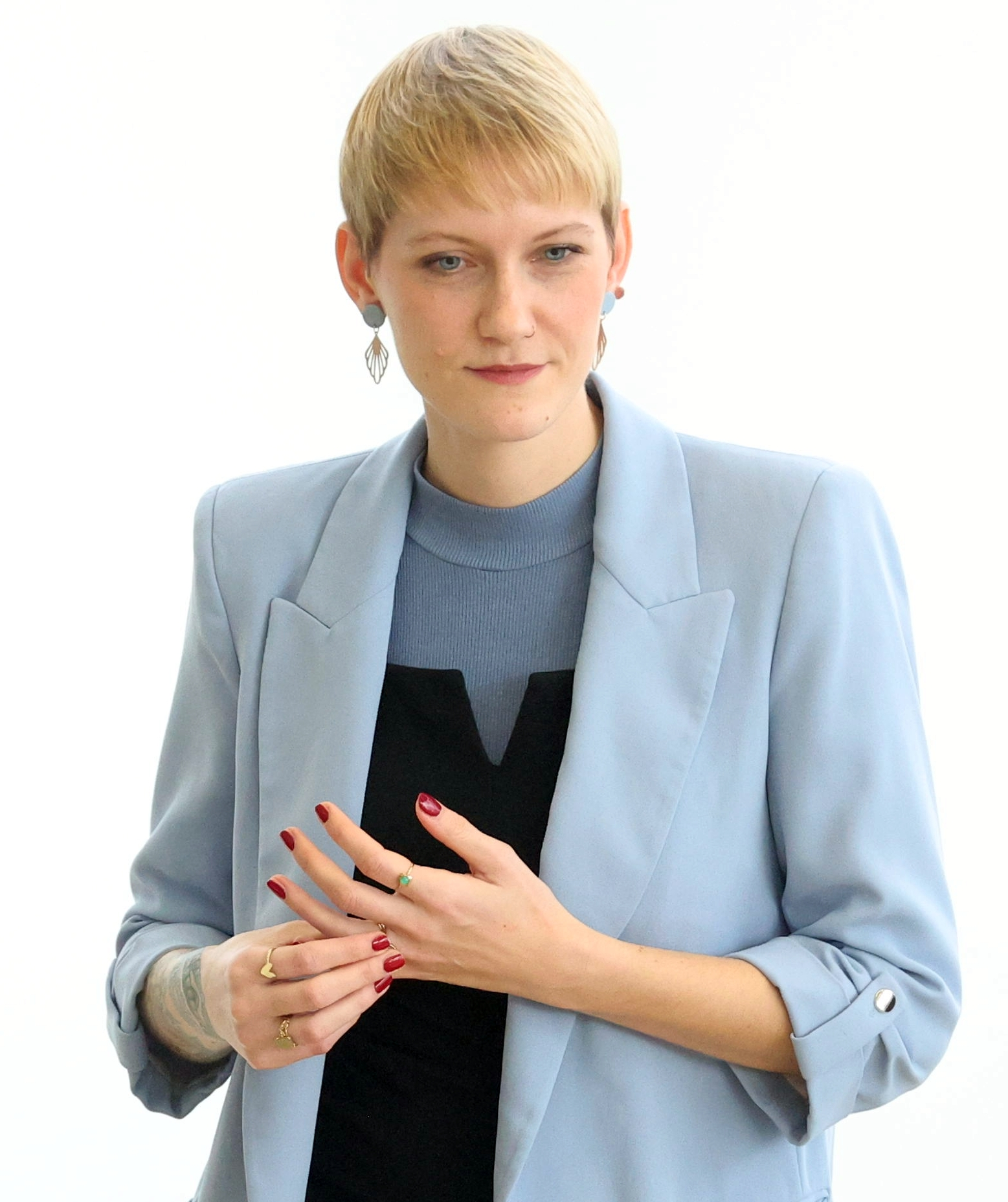
Sophie Koch (2024)

Sophie Koch (* 26. Juli 1993 in Rodewisch) ist eine deutsche Politikerin (SPD). Sie ist seit 2024 Mitglied des Sächsischen Landtages und seit Mai 2025 Beauftragte der Bundesregierung für die Akzeptanz sexueller und geschlechtlicher Vielfalt.

## Leben
Koch beendete ihren Schulbesuch 2012 mit dem Abitur am Goethe-Gymnasium Auerbach. Ein Studium der Politikwissenschaften an der Technischen Universität Dresden schloss sie 2020 als Bachelor ab. Von 2018 bis 2022 war sie für Johanniter-Unfall-Hilfe Dresden in der Öffentlichkeitsarbeit tätig. Anschließend war sie bis 2024 Bildungsreferentin bei der Landesarbeitsgemeinschaft Queeres Netzwerk Sachsen.

## Politik
Bei den Jusos amtierte Koch zunächst von 2016 bis 2019 als Vorsitzende in Dresden, anschließend bis 2021 als Landesvorsitzende in Sachsen. In der SPD Sachsen ist sie seit 2021 stellvertretende Landesvorsitzende.
Koch kandidierte bei der Landtagswahl in Sachsen 2019 im Wahlkreis Dresden 6 und auf Platz 15 der SPD-Landesliste, verfehlte jedoch den Einzug in den Landtag. Bei der Landtagswahl 2024 kandidierte sie im Wahlkreis Dresden 2 und zog über Platz 3 der SPD-Landesliste in den Landtag ein.
Am 28. Mai 2025 wurde Koch zur Beauftragten der Bundesregierung für die Akzeptanz sexueller und geschlechtlicher Vielfalt (Queer-Beauftragte) ernannt.